# Infineon
Infineon Technologies AG är en tysk teknologikoncern som bland annat tillverkar halvledare. Företaget grundades 1999 och har huvudkontor i München.